# Elisa Di Franciscaová
Elisa Di Franciscaová (* 13. prosince 1982 Jesi, Itálie) je italská sportovní šermířka, která se specializuje na šerm fleretem.
Itálii reprezentuje od prvního desetiletí jednadvacátého století. Na olympijských hrách startovala v roce 2012 a 2016 v soutěži jednotlivkyň a družstev. V soutěži jednotlivkyň získala na olympijských hrách zlatou (2012) a stříbrnou (2016) olympijskou medaili. V roce 2010 získala v soutěži jednotlivkyň titul mistryně světa a celkem získala čtyři tituly (2011, 2013, 2014, 2015) mistryně Evropy. S italským družstvem fleretistek vybojovala na olympijských hrách 2012 zlatou olympijskou medaili a s družstvem fleretistek vybojovala celkem šest titulů mistryň světa (2004, 2009, 2010, 2013, 2014, 2015) a osm titulů mistryň Evropy (2005, 2009, 2010, 2011, 2012, 2013, 2014, 2015).